# Petite-Vallée
Petite-Vallée est une municipalité du Québec au Canada située dans la municipalité régionale de comté de La Côte-de-Gaspé  dans la région administrative de la Gaspésie–Îles-de-la-Madeleine. Le recensement de 2021 y dénombre une population de 157 habitants.

## Histoire
Les premiers habitants arrivèrent en 1858 lorsque Georges Brousseau et sa famille ainsi que son beau-frère François Boulet de Montmagny s'y installèrent. Ils furent suivis un peu plus tard par d'autres familles.
En 1957, la municipalité de Petite-Vallée a été créée en se détachant de celle de Cloridorme.
La municipalité a célébré son 150e anniversaire en 2008.

## Géographie
Petite-Vallée est située sur la rive sud de l'estuaire du fleuve Saint-Laurent sur la péninsule gaspésienne à 610 km au nord-est de Québec et à 85 km au nord-ouest de Gaspé. La municipalité fait partie de la municipalité régionale de comté de La Côte-de-Gaspé  dans la région administrative de la Gaspésie–Îles-de-la-Madeleine.

## Démographie
| 1996 | 2001 | 2006 | 2011 | 2016 | 2021 |
| ---- | ---- | ---- | ---- | ---- | ---- |
| 224  | 216  | 248  | 178  | 170  | 157  |

## Administration
Les élections municipales se font en bloc pour le maire et les six conseillers.
| Petite-Vallée Maires depuis 2003 |                       |         |          |
| Élection | Maire                 | Qualité | Résultat |
| 2003 | Noel-Marie Clavet     |         | Voir     |
| 2005 | Noel-Marie Clavet     | Voir    |          |
| 2009 | Rodrigue Brousseau    |         | Voir     |
| 2013 | Rodrigue Brousseau    | Voir    |          |
| 2017 | Noel-Marie Clavet (2) |         | Voir     |
| 2019 | Dany Brousseau        |         | (Note 1) |
| 2021 | Mélanie Clavet        |         | Voir     |
| 2023 | Monika Tait           |         | (Note 2) |
| Élection partielle en italique Depuis 2005, les élections sont simultanées dans toutes les municipalités québécoises 1 : Élu par acclamation avec mandat débutant le 27 novembre 2019 (à la suite de la démission annoncée de Noel-Marie Clavet à la fin octobre 2019). 2 : Élue par acclamation avec mandat débutant 29 mai 2023 à la suite de la démission de Mélanie Clavet en mars 2023. |                       |         |          |

## Attraits
Petite-Vallée a un festival en chanson à la fin du mois de juin.